# Nieuwe Rijk
Het Nieuwe Rijk is de periode in de Egyptische oudheid tussen de tweede en de derde tussenperiode. Deze periode in de geschiedenis van het oude Egypte loopt van omstreeks 1550–1070 v.Chr. en beslaat de 18e, 19e en 20e dynastie. De laatste twee dynastieën worden ook wel de Ramessidentijd genoemd.

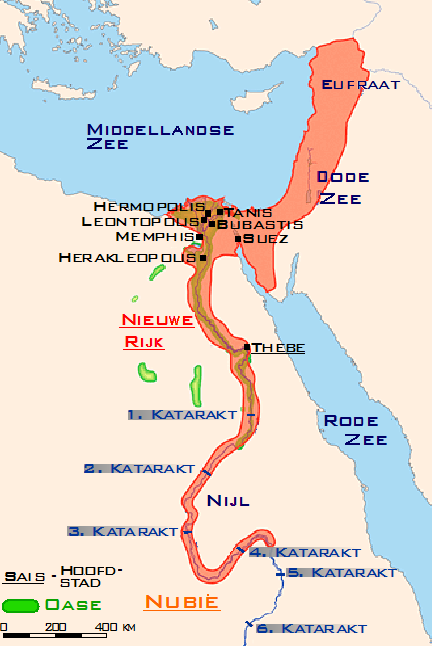
Nieuwe Rijk

Dit is de periode waarin het oude Egypte op het hoogtepunt van zijn macht was. Deze periode van voorspoed begon rond 1550 v.Chr. na de verdrijving omstreeks 1550–1525 v.Chr van de Hyksos door Ahmose I. 
De betrekkingen met andere landen en volken, zoals met Kreta en met de Hettieten waren in deze tijd goed. Veel belangrijke monumenten van het oude Egypte, zoals de Luxortempel, het Ramesseum en de tombe van Seti I komen uit deze tijd.
Tijdens de tweede tussenperiode was het noorden van Egypte onderworpen aan de Hyksos, terwijl het zuiden in handen van de Egyptenaren was. Kamose, de laatste farao van de zuidelijke 17e dynastie, heroverde het land tot aan Memphis. Zijn opvolger Ahmose verdreef uiteindelijk de Hyksos uit Egypte en stichtte daarmee de 18e dynastie. Deze dynastie kent veel beroemde farao's, waaronder Amenhotep I, II en III, Thoetmosis I, II, III en IV, Hatsjepsoet, Achnaton, Toetanchamon, Eje en Horemheb.
Over de regering van Thoetmosis II is weinig bekend. Zijn zoon, Thoetmosis III, was te jong om te regeren, dus werd de vrouw en zus van Thoetmosis II, Hatsjepsoet, regent voor Thoetmosis III. Al snel riep Hatsjepsoet zichzelf tot farao uit en regeerde tot aan haar dood, waarna Thoetmosis III de macht overnam.
Aan het begin van het Nieuwe Rijk werd het de gewoonte één vrouwen van het hof Godsvrouw van Amon te noemen, meestal de echtgenote van de farao zelf, maar soms ook zijn moeder. Dat verwees naar de goddelijke afkomst van de farao.
Amenhotep IV, de zoon van Amenhotep III, veranderde zijn naam in Achnaton. Hij bracht enkele opmerkelijke veranderingen. Zo stichtte hij een nieuwe hoofdstad die hij Achetaton noemde. Hij liet alle tempels sluiten en zorgde ervoor dat men voortaan slechts een god aanbad, namelijk Aton, de zonneschijf. Toetanchaton was waarschijnlijk een zoon van een van de bijvrouwen van Achnaton. Toetanchamon was hij ongeveer 7 jaar oud toen zijn vader stierf, de ware macht lag in handen van Eje en generaal Horemheb. Hij veranderde toen hij farao was zijn naam in Toetanchamon en herstelde de traditionele religie in ere. Na de dood van Toetanchamon nam Eje de macht over, maar werd al snel door Horemheb opgevolgd.
Toen Horemheb zonder erfgenaam stierf nam generaal Ramses de macht over. Deze farao wordt officieel gezien als de eerste farao van de 19e dynastie. Een van de opvolgers van Ramses, Ramses II, bouwde meer dan welke andere farao dan ook en verplaatste de hoofdstad naar Pi-Ramesse in de Nijldelta.
Een belangrijke ontwikkeling tijdens de 20e dynastie was dat het merendeel van het land in handen kwam van de tempels, met name van de Tempel van Amon in Karnak. Deze tempel kreeg daardoor de controle over het zuiden van Egypte. De hogepriesters van deze tempel vormden een rivaliserende dynastie met die van de farao's in het noorden van het land. De aantasting van het centraal gezag in deze periode en het uiteenvallen van het verenigde Egyptische koninkrijk leidde tot de periode die de derde tussenperiode wordt genoemd.
Aan de voorspoed van het Nieuwe Rijk kwam onder Ramses III, ongeveer 1194–1163 v.Chr., een einde, nadat deze rond 1177 v.Chr. nog wel de Zeevolken had verslagen.

## Galerij

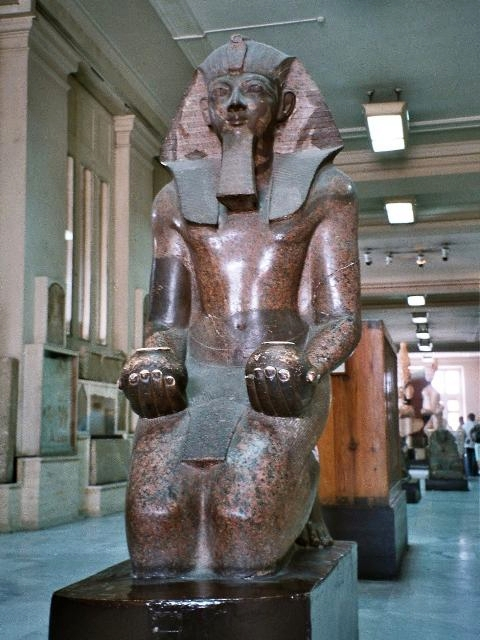
Beeld van een offerende Toetmoses III
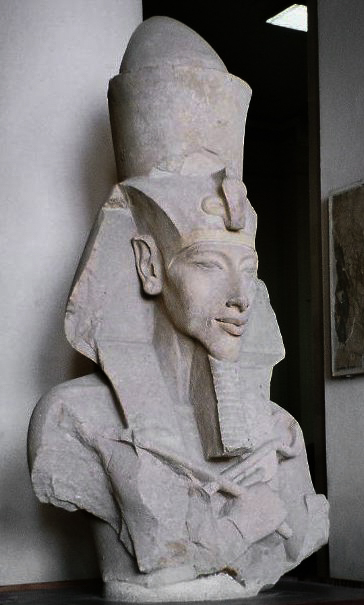
Beeld van Achnaton
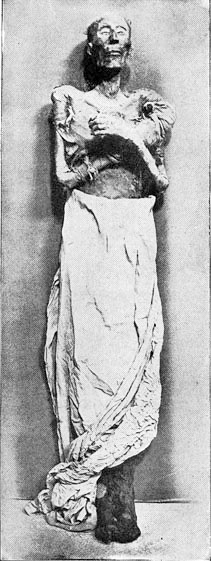
Mummie van Ramses II